# Almudena
Almudena  è un nome proprio di persona spagnolo femminile.

## Origine e diffusione
È di origine araba, derivante dall'espressione المدينة (al-mudaynah), che significa "la cittadella"; è quindi analogo per significato al nome Larissa. Altre fonti riportano però come significato "deposito del grano".
La sua diffusione è legata alla venerazione per la Vergine dell'Almudena, un titolo della Madonna, una cui statua venne trovata nascosta in un edificio così chiamato durante la Reconquista di Madrid. Rientra quindi in quell'ampia categoria di nomi spagnoli ispirati al culto mariano, quali Remedios, Candelaria, Consuelo, Milagros, Macarena e via dicendo.

## Onomastico
L'onomastico si festeggia il 9 novembre, festività della Vergine di Almudena, patrona di Madrid.

## Persone
- Almudena Cid, ginnasta spagnola

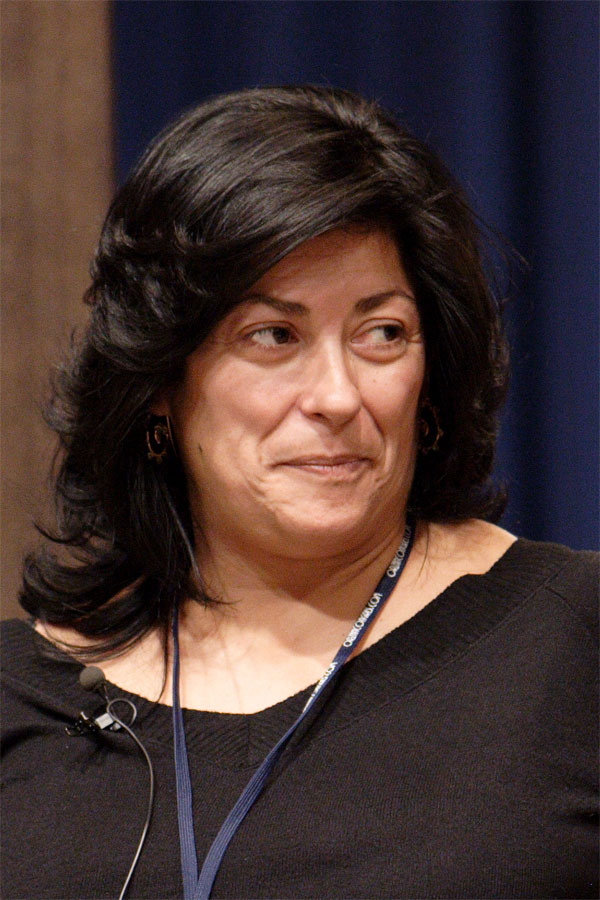
Almudena Grandes

- Almudena Grandes, scrittrice spagnola
- Almudena Muñoz, ex judoka spagnola
- Almudena Vara, ex cestista spagnola